# Miller of Dee
Miller of Dee è una canzone folk tradizionale (Roud # 503) originaria della zona di Chester, nel nord-ovest dell'Inghilterra. È nota anche "The Miller of the Dee" o "The Jolly Miller".
Originariamente la canzone faceva parte dell'opera teatrale di Isaac Bickerstaffe, Love in a Village (1762). In seguito, altre versioni della canzone originale furono realizzate da altri poeti.
La canzone è di solito cantata insieme con la melodia dell'arpa gallese Llydaw. Molte composizioni della melodia vennero realizzate da compositori britannici, in particolare Benjamin Britten, nel volume tre dei suoi arrangiamenti delle canzoni folk (1947). L'impostazione della canzone di Roger Quilter fu inclusa nell'Arnold Book of Old Songs, pubblicato nel 1950.
Esistono anche diverse versioni del brano riadattate per i cori, come quella di John Rutter. Nel 1962 Havergal Brian scrisse una commedia per orchestra basata sulla melodia popolare.
La canzone tratta dei mugnai che vivevano nei mulini alimentati da una diga, costruita nel Medioevo sul fiume Dee nella città di Chester.
Il fiume Dee sorge sulle pendici orientali di Dduallt a Snowdonia, nel Galles, ed entra nell'estuario alla periferia di Chester. Il nome inglese per il fiume deriva dal suo nome gallese, Afon Dyfrdwy. Il suo nome latino era Deva.
Un libro sul luogo del 1997, riguardante la storia dei mulini sul fiume Dee e dei mugnai di Chester prende il nome da questa canzone popolare.

## La canzone originale di "Love in a village" di Bickerstaffe (1762)
He danced and sang from morn till night, no lark so blithe as he;
And this the burden of his song forever used to be: -
"I care for nobody, no not I, if nobody cares for me.
"I live by my mill, God bless her! she's kindred, child, and wife;
I would not change my station for any other in life;
No lawyer, surgeon, or doctor e'er had a groat from me;
I care for nobody, no not I if nobody cares for me."
When spring begins his merry career, oh, how his heart grows gay;
No summer's drought alarms his fear, nor winter's cold decay;
No foresight mars the miller's joy, who's wont to sing and say,
"Let others toil from year to year, I live from day to day."
Thus, like the miller, bold and free, let us rejoice and sing;
The days of youth are made for glee, and time is on the wing;
This song shall pass from me to thee, along the jovial ring;
Let heart and voice and all agree to say, "Long live the king."»
Ballava e cantava dalla mattina alla sera, senza allodole così beate come lui;
E questo il peso della sua canzone era per sempre: -
"Non mi importa di nessuno, no no, se nessuno si prende cura di me.
"Vivo dal mio mulino, che Dio la benedica! È parente, figlia e moglie;
Non cambierei la mia stazione per nessun altro nella vita;
Nessun avvocato, chirurgo o dottore ha mai avuto un sospiro da parte mia;
Non mi importa di nessuno, no no se nessuno si prende cura di me. "
Quando la primavera inizia la sua allegra carriera, oh, come il suo cuore diventa gay;
Nessuna siccità estiva allarma la sua paura, né il freddo decadimento invernale;
Nessuna lungimiranza guasta la gioia del mugnaio, che non vuole cantare e dire:
"Lascia che gli altri lavorino di anno in anno, vivo di giorno in giorno."
Così, come il mugnaio, coraggioso e libero, rallegriamoci e cantiamo;
I giorni della giovinezza sono fatti per l'allegria e il tempo è alle porte;
Questa canzone passerà da me a te, lungo l'anello gioviale;
Lascia che il cuore, la voce e tutti concordino nel dire: "Lunga vita al re".»
(La canzone originale di "Love in a village" di Bickerstaffe ,1762)

## Testo della canzone (versione 2)
Lived on the River Dee
He danced and he sang from morn till night
No lark so blithe as he.
And this the burden of his song
For ever used to be
I care for nobody, no, not I,
If nobody cares for me.
I live by my mill, God bless her!
She's kindred, child, and wife
I would not change my station
For any other in life.
No lawyer, surgeon, or doctor
E'er had a groat from me
I care for nobody, no, not I,
If nobody cares for me.
When Spring begins its merry career
Oh! how his heart grows gay
No summer drought alarms his fears
Nor winter's sad decay
No foresight mars the miller's joy
Who's wont to sing and say
Let others toil from year to year
I live from day to day.
Thus like the miller, bold and free
Let us rejoice and sing
The days of youth are made for glee
And time is on the wing.
This song shall pass from me to thee
Along this jovial ring
Let heart and voice and all agree to say
Long live the King.»
Viveva sul fiume Dee
Ballava e cantava dalla mattina alla sera
Nessun allodola così felice come lui.
E questo è il peso della sua canzone
Per sempre
Non mi importa di nessuno, no, non io,
Se a nessuno importa di me.
Vivo dal mio mulino, Dio la benedica!
È affine, figlia e moglie
Non cambierei la mia stazione
Per qualsiasi altro nella vita.
Nessun avvocato, chirurgo o medico
Mi è venuto in mente un semolino
Non mi importa di nessuno, no, non io,
Se a nessuno importa di me.
Quando la primavera inizia la sua allegra carriera
Oh! come il suo cuore diventa gay
Nessuna siccità estiva allarma le sue paure
Né il triste decadimento dell'inverno
Nessuna lungimiranza guasta la gioia del mugnaio
Chi non vuole cantare e dire
Lascia che gli altri facciano fatica di anno in anno
Vivo di giorno in giorno.
Così come il mugnaio, audace e libero
Rallegriamoci e cantiamo
I giorni della giovinezza sono fatti per la gioia
E il tempo è alle porte.
Questa canzone passerà da me a te
Lungo questo anello di gioia Lascia che il cuore e la voce e tutti concordino di dirlo
Lunga vita al Re.»
(Questa versione venne pubblicata sul The Convivial Songster nel 1782.)

## Testo (versione 3)
Lived on the River Dee;
He work'd and sang from morn till night,
No lark more blithe than he.
And this the burden of his song
Forever used to be;
I care for nobody, no, not I,
If nobody cares for me.
The reason why he was so blithe,
He once did thus unfold;
The bread I eat my hands have earn'd;
I covet no man's gold;
I do not fear next quarter-day;
In debt to none I be.
I care for nobody, no, not I,
If nobody cares for me.
A coin or two I've in my purse,
To help a needy friend;
A little I can give the poor,
And still have some to spend.
Though I may fail, yet I rejoice,
Another's good hap to see.
I care for nobody, no, not I,
If nobody cares for me.
So let us his example take,
And be from malice free;
Let every one his neighbour serve,
As served he'd like to be.
And merrily push the can about
And drink and sing with glee;
If nobody cares a doit for us,
Why not a doit care we.»
Viveva sul fiume Dee;
Lavorava e cantava dalla mattina alla sera,
Nulla è più scherzoso di lui.
E questo è il peso della sua canzone
Per sempre lo era;
Non mi importa di nessuno, no, non io,
Se a nessuno importa di me.
Il motivo per cui era così felice,
Una volta lo fece così;
Il pane che mangio le mie mani ha guadagnato;
Non desidero l'oro di nessuno;
Non temo il prossimo quarto di giorno;
In debito con nessuno lo sono.
Non mi importa di nessuno, no, non io,
Se a nessuno importa di me.
Una o due monete che ho nella borsa,
Aiutare un amico bisognoso;
Un po 'che posso dare ai poveri
E hai ancora qualcosa da spendere.
Anche se potrei fallire, eppure mi rallegro,
Un altro è bello da vedere.
Non mi importa di nessuno, no, non io,
Se a nessuno importa di me.
Quindi prendiamo il suo esempio,
Ed essere libero dalla malizia;
Lascia che ognuno serva il suo vicino,
Come servito vorrebbe essere.
E spinge allegramente la lattina
E bevi e canta con gioia;
Se nessuno si prende cura di noi per noi,
Perché non ci interessa.»
(Questa versione fu scoperta nel 1857, era scritta su un volantino risalente al 1716 riguardo alla raccolta di poesie di John Dryden.)
Questa versione fu scoperta nel 1857, venne così scritta su un volantino risalente al 1716 riguardo alla raccolta di poesie di John Dryden.

## Testo della canzone (versione 4)
Beside the River Dee;
He worked and sang from morn till night,
No lark more blithe than he;
And this the burden of his song
Forever used to be:
"I envy nobody - no, not I -
And nobody envies me!"
'Thou'rt wrong, my friend," said good King Hal,
"As wrong as wrong can be;
For could my heart be light as thine,
I'd gladly change with thee.
And tell me now, what makes thee sing,
With voice so loud and free,
While I am sad, though I'm the King,
Beside the river Dee?'
The miller smiled and doff'd his cap,
"I earn my bread," quoth he;
"I love my wife, I love my friend,
I love my children three;
I owe no penny I cannot pay,
I thank the river Dee,
That turns the mill that grinds the corn
That feeds my babes and me."
"Good friend," said Hal, and sighed the while,
"Farewell, and happy be;
But say no more, if thou'dst be true,
That no one envies thee;
Thy mealy cap is worth my crown,
Thy mill my kingdom's fee;
Such men as thou are England's boast,
O miller of the Dee!»
Accanto al fiume Dee;
Ha lavorato e cantato dalla mattina alla sera,
Niente più bestie di lui;
E questo è il peso della sua canzone
Per sempre era:
"Non invidio nessuno - no, non io -
E nessuno mi invidia! "
"Ti sbagli, amico mio", disse il buon re Hal,
"Può essere sbagliato quanto sbagliato;
Perché il mio cuore potrebbe essere leggero come il tuo
Sarei felice di cambiare con te.
E dimmi ora, cosa ti fa cantare,
Con la voce così forte e libera,
Mentre sono triste, anche se sono il re,
Accanto al fiume Dee?
Il mugnaio sorrise e si tolse il berretto,
"Guadagno il mio pane", dice lui;
"Amo mia moglie, amo la mia amica,
Amo i miei tre figli;
Non devo alcun soldo che non posso pagare,
Ringrazio il fiume Dee,
Questo trasforma il mulino che macina il mais
Ciò nutre me e le mie ragazze ".
"Buon amico", disse Hal, e sospirò per un po ',
"Addio e sii felice;
Ma non dire altro, se tu fossi vero,
Che nessuno ti invidi;
Il tuo berretto farinoso vale la mia corona,
Tuo mulino per il mio regno;
Uomini come te sono il vanto dell'Inghilterra,
O mugnaio del Dee!»
(Versione di Charles Mackay .)
Questa versione è stata scritta da Charles Mackay.

## Nella cultura di massa
Rod Steiger, nel ruolo del serial killer Christopher Gill, fischiò più volte "The Miller of Dee" nel film del 1968 Non si maltrattano così le signore (No Way to Treat a Lady). In precedenza, Robert Newton cantò una versione modificata in occasione del film del 1952 Barbanera il pirata ; e in un'altra occasione ancora prima, quando Stewart Granger cantò il brano nel film del 1944 Love Story.